# Азиз Санџар
Азиз Санџар (тур. Aziz Sancar; 8. септембар 1946) турски је биохемичар и молекуларни биолог. Добитник је Нобелове награде за хемију за 2015. годину заједно са Томасом Линдалом и Полом Модричем за механистичке студије о обнови ДНК. Дао је доприносе на поправци фотолиазе и ексцизије нуклеотида код бактерија које су промениле његово поље.